# Hunter Tylo
Hunter Tylo (Fort Worth, Texas, 3 de julio de 1962), nacida como Deborah Jo Hunter, es una actriz, autora y exmodelo estadounidense. Es conocida por su papel como Taylor Hayes (1990-2002, 2004-14) en The Bold and the Beautiful.

## Primeros años
Tylo nació como Deborah Jo Hunter en Fort Worth, Texas. Es hija de Jo Anne y Morris Jabez Hunter. Es de ascendencia indígena americana Cherokee por parte de su madre. Tiene una hermana mayor llamada Elizabeth y un hermano menor llamado Cliff. A Tylo también se le ha acreditado como Deborah Morehart; Morehart era el apellido de su primer marido.

## Carrera
En 1984, acreditada como Deborah Morehart, apareció en la película de género slasher La iniciación con la futura actriz de Melrose Place Daphne Zuniga. Posteriormente, Tylo se dio a conocer después de interpretar papeles regulares en las soap opera de Estados Unidos. Su debut televisivo fue All My Children en 1985. La despidieron del papel en 1988, por tener una relación con otro miembro del reparto, Michael Tylo (con quien se casó en 1987).
En 1989, fue elegida para interpretar a Marina Toscano en Days of Our Lives. El personaje era una rival que causó problemas a una de las parejas más populares, Steven “Patch” Johnson y Kayla Brady. Tylo después dijo: «Todos odiaban mi personaje. Yo la odiaba.  Ellos [productores] dijeron que iban a hacer algo con ella, pero nunca lo hicieron. [...] Me asustaba ir a trabajar las últimas semanas que estuve en el programa». El personaje fue asesinado y Tylo abandonó la serie en 1990.
Desanimada por su falta de éxito en las telenovelas, Tylo decidió dejar de actuar y se inscribió en la Universidad de Fordham en el Bronx, Nueva York para estudiar Premédico. como ella y su esposo se estaban preparando para mudarse a la ciudad de Nueva York, se le ofreció un papel del Dr. Taylor Hayes en The Bold and the Beautiful. Inicialmente se resistió, pero finalmente accedió. Comenzó su carrera en 1990, mientras continuaba sus estudios en Fordham.
En 2000, Tylo publicó su autobiografía, Making a Miracle. Tylo dejó The Bold and the Beautiful en 2002.  Regresó a la actuación en 2004 para una aparición de dos episodios. En mayo de 2005, regresó como una regular de la serie y la dejó de nuevo en julio de 2013. En 2014 regresó al programa por un período de varias semanas. 

### Demanda judicial
En 1996, Tylo fue presentada en la telenovela de mayor audiencia Melrose Place y optó por dejar The Bold and the Beautiful para tomar el papel. Sin embargo, fue despedida por el productor de Melrose Place, Aaron Spelling, antes de filmar cualquier episodio de la serie, cuando anunció que estaba embarazada. El personaje que iba a interpretar, Taylor McBride, fue tomado por Lisa Rinna, luego de un nuevo casting. Tylo rápidamente volvió a The Bold and the Beautiful y demandó a Spelling por discriminación por estar embarazada y ganó 4.8 millones de dólares ante un jurado de Los Ángeles. Spelling argumentó que el embarazo de Tylo la hizo incapaz de interpretar al personaje, que se suponía que era una sexy seductora. Durante el ensayo, Tylo publicó fotos de sí misma durante el embarazo que mostraban que conservaba una figura delgada. Antes del juicio, durante la fase de investigación del litigio, los abogados de Tylo obtuvieron una victoria parcial en una apelación interlocutoria que impugnaba la orden de un tribunal inferior que la obligaban a responder una extensa lista de preguntas personales. El Tribunal de Apelación estableció el derecho de Tylo de negarse a contestar preguntas en su declaración sobre problemas matrimoniales y tratamiento psicológico, aunque el Tribunal sostuvo la parte de la orden que la obligó a responder preguntas sobre sus intentos de quedar embarazada, la capacidad o incapacidad de su esposo para embarazarla, y las comunicaciones con su agente con respecto a sus intentos y capacidad de quedar embarazada. El caso es ampliamente reconocido como uno de los más importantes para establecer el derecho a la privacidad en la deposición y el derecho de las actrices a seguir trabajando mientras están embarazadas.

## Vida personal

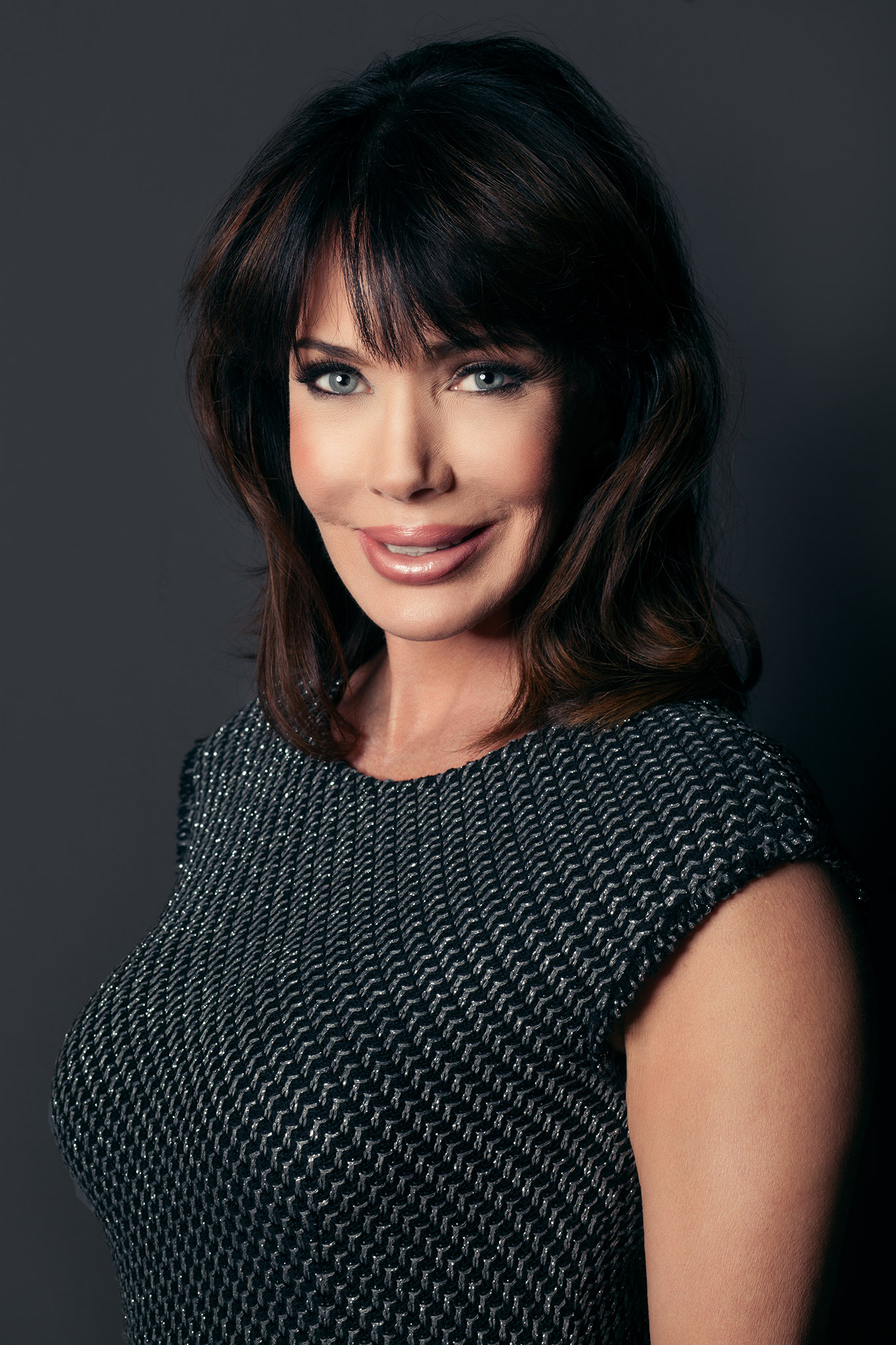
Fotografía de Hunter Tylo tomada por el fotógrafo Robin Kamphuis.

### Matrimonios e hijos
Tylo se ha casado tres veces y tiene cuatro hijos. Se casó con su primer marido, Tom Morehart, en 1980. Tienen un hijo, Christopher “Chris” Morehart, y se divorciaron en 1984.
En 1987 se casó con el actor Michael Tylo, con quien tuvo a sus hijas Izabella Gabrielle y Katya Ariel Tylo y a su hijo Michael Edward “Mickey” Tylo, Jr. En 1998, a su hija Katya se le diagnosticó un raro cáncer de ojo llamado retinoblastoma. Los médicos extirparon el ojo derecho afectado y comenzaron la quimioterapia. Más adelante en el mismo año se detectó un tumor en el otro ojo de Katya; ese tumor desapareció inexplicablemente. Katya se recuperó y usa una prótesis de ojo derecho. La pareja se divorció en 2005. El 18 de octubre de 2007, su hijo, Michael Tylo, Jr. se ahogó en la piscina familiar en Henderson, Nevada. El forense del condado de Clark concluyó que la muerte de Michael Tylo, Jr. fue causada por “ahogamiento debido a un trastorno convulsivo”, y se declaró accidental.
En mayo de 2008, Tylo presentó una orden de restricción contra su novio Corey Cofield, alegando que él había actuado violentamente hacia ella y sus hijos; ella pidió que se retirara la orden en octubre de 2008, diciendo a un juez que Cofield estaba asistiendo a terapia y que se encontraba mucho mejor. Tylo y Cofield rompieron en septiembre de 2009. 
El 29 de noviembre de 2009, Tylo se casó con Gersson Archila en una ceremonia privada en Las Vegas, Nevada.

### Religión
Tylo es una cristiana renacida. Ella atribuye la recuperación de su hija Katya del cáncer a la oración constante y atribuye su fe por ayudarla a lidiar con la muerte de su hijo, Michael.

## Filmografía

### Películas
| Año  | Título                   | Papel             | Notas                            | Ref |
| ---- | ------------------------ | ----------------- | -------------------------------- | --- |
| 1984 | La iniciación            | Alison            | Acreditada como Deborah Morehart |     |
| 1988 | Final Cut                | Anna              | Acreditada como Deborah Morehart |     |
| 2001 | Longshot                 | Rachel Montgomery |                                  |     |
| 2004 | A Place Called Home      | Billie Jeeters    | Película de televisión           |     |
| 2004 | They Are Among Us        | June              | Película de televisión           |     |
| 2005 | Down and Derby           | Teri Montana      |                                  |     |
| 2005 | Hammerhead: Shark Frenzy | Amelia Lockhart   | Película de televisión (Syfy)    |     |

### Series
| Año                | Título                     | Papel                       | Notas                                                                                                  | Ref    |
| ------------------ | -------------------------- | --------------------------- | --- | ------ |
| 1985–88            | All My Children            | Robin McCall                | Acreditada como Deborah Morehart                                                                       | [ 12 ] |
| 1989–90            | Days of Our Lives          | Marina Toscano              | | [ 12 ] |
| 1990               | Zorro                      | Senora Del Reynoso          | Episodio: "Family Business"                                                                            |        |
| 1990–2002, 2004–14 | The Bold and the Beautiful | Dr. Taylor Hayes            | Personaje regular                                                                                      | [ 13 ] |
| 1994               | The Maharaja's Daughter    | Messua Shandar              | Miniserie de televisión                                                                                | [ 14 ] |
| 1994–95            | Burke's Law                | Ingrid Rose Penelope Jordan | Episodio: "Who Killed the Hollywood Headshrinker?" (1995) Episodio: "Who Killed the Soap Star?" (1994) |        |
| 1996               | Baywatch                   | Heather                     | Episodio: "Windswept"                                                                                  |        |
| 1997               | Diagnosis: Murder          | Claire McKenna              | Episodio: "Physician, Murder Thyself"                                                                  |        |
| 2003               | She Spies                  | Dr. Marks / Andres Sarlin   | Episodio: "Daze of Future Past"                                                                        |        |
| 2015               | Queens of Drama            | Herself                     | Personaje regular                                                                                      | [ 15 ] |

## Premios y nominaciones
Tylo ha sido incluida dos veces en la lista de las «50 personas más bellas del mundo» de la revista People.
| Año  | Premio                                                                                               | Trabajo                    | Resultado | Ref    |
| ---- | --- | -------------------------- | --------- | ------ |
| 1993 | Most Valuable Professional Award for Best Actress                                                    | The Bold and the Beautiful | Ganadora  | [ 16 ] |
| 1995 | Soap Opera Digest Award for Hottest Female Star                                                      | The Bold and the Beautiful | Nominada  | [ 16 ] |
| 1996 | Soap Opera Digest Award for Outstanding Love Story (compartido con Katherine Kelly Lang y Ronn Moss) | The Bold and the Beautiful | Nominada  | [ 16 ] |
| 1997 | Most Valuable Professional Award for Best Actress                                                    | The Bold and the Beautiful | Ganadora  | [ 16 ] |
| 1998 | Telvis Award for Most Popular Television Stars in Finland (compartido con John McCook)               | The Bold and the Beautiful | Ganadora  | [ 16 ] |
| 1999 | Soap Opera Digest Award for Hottest Female Star                                                      | The Bold and the Beautiful | Nominada  | [ 16 ] |
| 2002 | Telvis Award for Favorite Foreign Actress                                                            | The Bold and the Beautiful | Ganadora  | [ 16 ] |
| 2003 | Soap Opera Digest Award for Outstanding Plot Twist (compartido con Ronn Moss)                        | The Bold and the Beautiful | Nominada  | [ 16 ] |